# Raja Ali Haji
Raja Ali Haji bin Raja Haji Ahmad (ur. 1808, zm. 1873) – malajski pisarz i uczony.
Stworzył wczesny opis gramatyczny języka malajskiego – Bustanul katibin oraz opracował zasady zapisu języka malajskiego przy użyciu pisma jawi, dostosowanego wariantu pisma arabskiego. Udokumentowany przez niego standard językowy stał się podstawą języka narodowego Indonezji. Sporządził także pierwszy w regionie jednojęzyczny słownik języka malajskiego – Kitab Pengetahuan Bahasa, yaitu Kamus Loghat Melayu-Johor-Pahang-Riau-Lingga.
Pośmiertnie, w 2004 r., został uhonorowany tytułem Bohatera Narodowego Indonezji.